# Tomasz Ważny
Tomasz Ważny (ur. 23 lutego 1957 w Warszawie) – polski dendrolog, profesor dr hab. na Uniwersytecie Mikołaja Kopernika, twórca polskiej dendroarcheologii, podstawowej gałęzi dendrochronologii – nauki o przyrostach rocznych drewna. Jest synem naukowca prof. Jerzego Ważnego oraz uczniem prof. Dietera Ecksteina.

## Życiorys
W 1986 r. opracował pierwszą tysiącletnią skalę dendrochronologiczną dla Polski, która pozwoliła m.in. na udowodnienie, że wielcy mistrzowie europejskiego malarstwa tablicowego (Rembrandt, Rubens, Antoon van Dyck i in.) malowali obrazy głównie na podłożach z polskiego dębu. Dzięki masowemu eksportowi drewna w przeszłości, skala dendrochronologiczna dębu opracowana dla Pomorza Gdańskiego stała się jednym z najczęściej używanych wzorców do datowania drewna dzieł sztuki, zabytkowych ołtarzy, zabytków architektury, w Europie – od Polski, Niemiec i Danii po Portugalię i Szkocję oraz wraków jednostek pływających na całym świecie (np. wrak Batavii w Australii). W Polsce badania Tomasza Ważnego przyczyniły się do precyzyjnej rekonstrukcji historii m.in. wczesnośredniowiecznego Wolina i Pucka, średniowiecznego Elbląga, Kołobrzegu i Szczecina oraz ponad 1000-letniej historii Gdańska. Datowanie dendrochronologiczne osady kultury łużyckiej w Biskupinie przesunęło okres przejściowy pomiędzy późną epoką brązu a wczesną epoką żelaza na Niżu Polskim o prawie 200 lat w przeszłość. Precyzyjne datowanie wraka „Miedziowca” z Zatoki Gdańskiej wraz z zachowanym ładunkiem przeznaczonym dla Europy Zachodniej, wykonane w 1999 r. z Nielsem Bonde (Muzeum Narodowe w Kopenhadze), dostarczyło bezcennych informacji o szkutnictwie oraz handlu drewnem z przełomu XIV/XV w.
Po 1994 r. Tomasz Ważny zajął się opracowaniem podstaw dendrochronologii i datowania obiektów zabytkowych m.in. w Nepalu, Korei Pd. i Tajlandii. Następnie skoncentrował się na rejonie Morza Śródziemnego i Europy Pd. badając m.in. wczesnobizantyjskie instalacje portowe odkryte podczas budowy metra w dzielnicy Stambułu Yenikapı. Głównym celem prac w tym rejonie Europy stało się absolutne datowanie skal dendrochronologicznych rejonu Morza Egejskiego oraz kluczowych wyznaczników chronologicznych jak np. wybuch wulkanu na wyspie Santorini, które mogą mieć ogromne znaczenie dla potwierdzenia (lub rewizji) klasycznych chronologii starożytnego Egiptu, cywilizacji starożytnego Bliskiego Wschodu czy kultur egejskich.
Tomasz Ważny jest autorem i współautorem książek oraz ponad 130 publikacji naukowych.

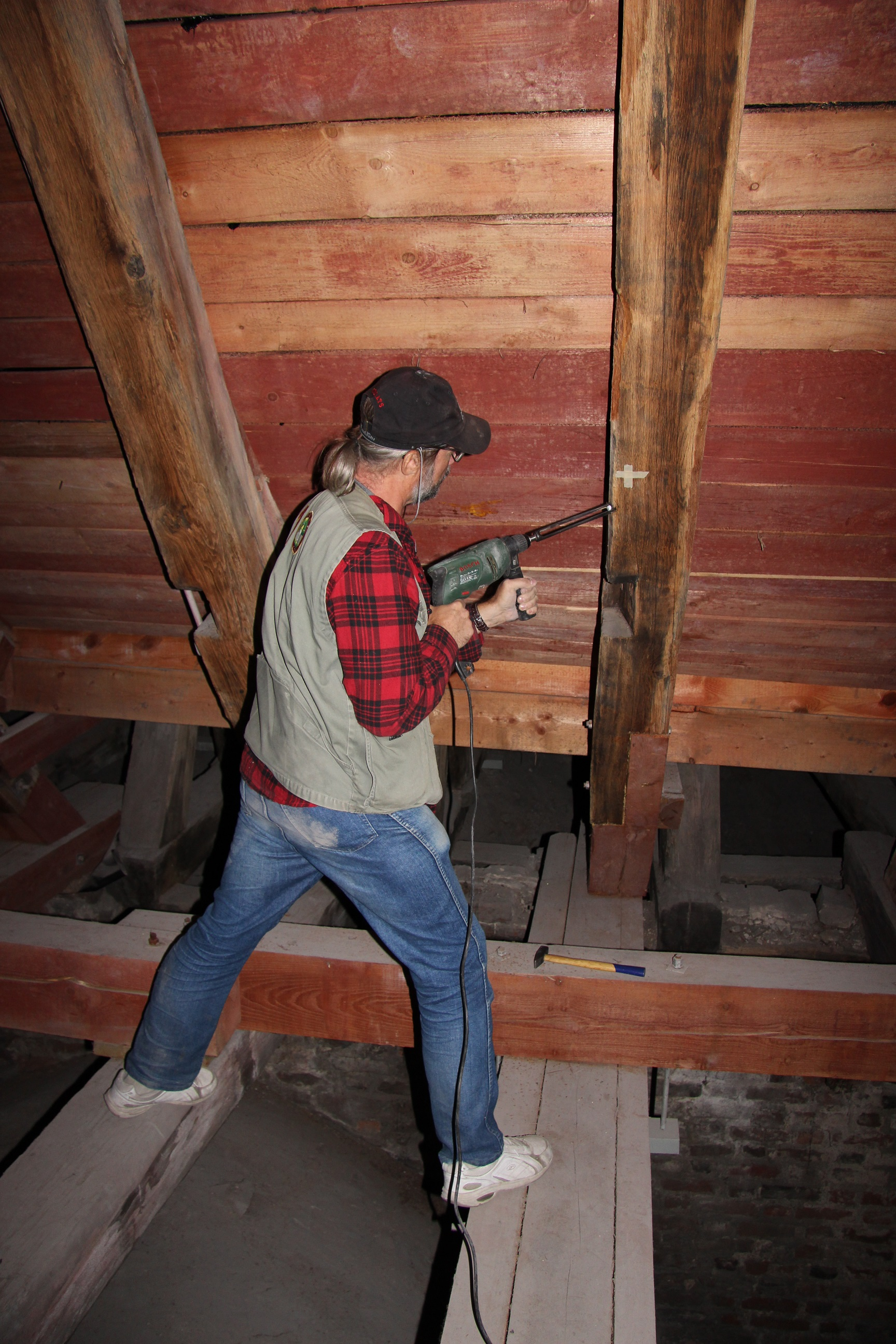
Tomasz Ważny podczas pobierania próbek do badań dendrochronologicznych w bazylice katedralnej Świętych Jana Chrzciciela i Jana Ewangelisty w Toruniu

## Książki i publikacje
- „Aufbau und Anwendung der Dendrochronologie für Eichenholz in Polen” (Hamburg, 1990)
- „Dendrochronologia obiektów zabytkowych w Polsce” (Gdańsk, 2001)
- „...Unknown Word: Art, Exploration and Trade in the Dutch Golden Age” (Ithaca, 2011) – współautor

## Nagrody, wyróżnienia i odznaczenia
- Nagroda indywidualna Polskiej Akademii Nauk (1992)
- Rzeczoznawca Ministra Kultury i Dziedzictwa Narodowego w dziedzinie ochrony zabytków ruchomych (2001–2004)
- Wyróżnienie przez wspólną komisję Hochschulrektorenkonferenz oraz Konferencji Rektorów Akademickich Szkół Polskich w konkursie „Herausragende Leistungen in der Deutsch-Polnischen Hochschulkooperation” (2005)
- Stypendium Fulbrighta w Cornell University (2006)
- Tytuł profesora nauk leśnych nadany przez Prezydenta Rzeczypospolitej Polskiej na wniosek Rady Wydziału Technologii Drewna Akademii Rolniczej w Poznaniu w 2006 r.